# Lawrence Dundas (2. markiz Zetland)
Laurence John Lumley Dundas (ur. 11 czerwca 1876, zm. 6 lutego 1961) – brytyjski arystokrata i polityk, członek Partii Konserwatywnej, minister w rządach Stanleya Baldwina i Neville’a Chamberlaina.

## Życiorys
Był synem Lawrence’a Dundasa, 1. markiza Zetland, i lady Lillian Lumley, córki 9. hrabiego Scarbrough. Od urodzenia nosił tytuł lorda Dundas. W latach 1892–1929 był tytułowany hrabią Ronaldshay. W latach 1907–1916 był deputowanym do Izby Gmin jako reprezentant okręgu Hornsey. W latach 1917–1922 był gubernatorem Bengalu. Po śmierci ojca w 1929 r. odziedziczył tytuł 2. markiza Zetland i zasiadł w Izbie Lordów.
W 1935 r. otrzymał tekę ministra ds. Indii (od 1937 r. urząd nosił nazwę ministra ds. Indii i Birmy). Mimo iż był członkiem Partii Konserwatywnej opowiadał się za przyznaniem większej autonomii Indiom, a w przyszłości nadania im statusu dominium. W 1935 r. doprowadził do uchwalenia Government of India Act, który znacznie rozszerzał kompetencje lokalnych władz indyjskich. Zetland pozostał na stanowisku ministra do 1940 r., kiedy premierem został Winston Churchill, wielki krytyk działalności Zetlanda.
W latach 1945–1951 był lordem namiestnikiem North Riding of Yorkshire. Zmarł w 1961 r. Tytuł markiza odziedziczył jego jedyny syn.

## Życie prywatne
3 grudnia 1907 r. poślubił Cicely Archdale (1886–1973), córkę pułkownika Mervyna Archdale’a i Mary de Bathe, córki sir Henry’ego de Bathe. Lawrence i Cicely mieli razem jednego syna i dwie córki:
- Viola Mary Dundas (zm. 1995)
- Jean Agatha Dundas (zm. 1995), żona Hectora Christie, miała dzieci
- Lawrence Aldred Mervyn Dundas (1908–1989), 3. markiz Zetland